# Larus fuscus
La gaviota sombría (Larus fuscus) es una especie de ave Charadriiforme de la familia Laridae. Es una de las gaviotas más comunes y más cosmopolitas del mundo. Ave migradora, se encuentra desde Groenlandia y Escandinavia hasta el Norte de África, donde hiberna. También se pueden ver hibernando en las costas norteamericanas a ejemplares procedentes de Islandia.

## Distribución y hábitat

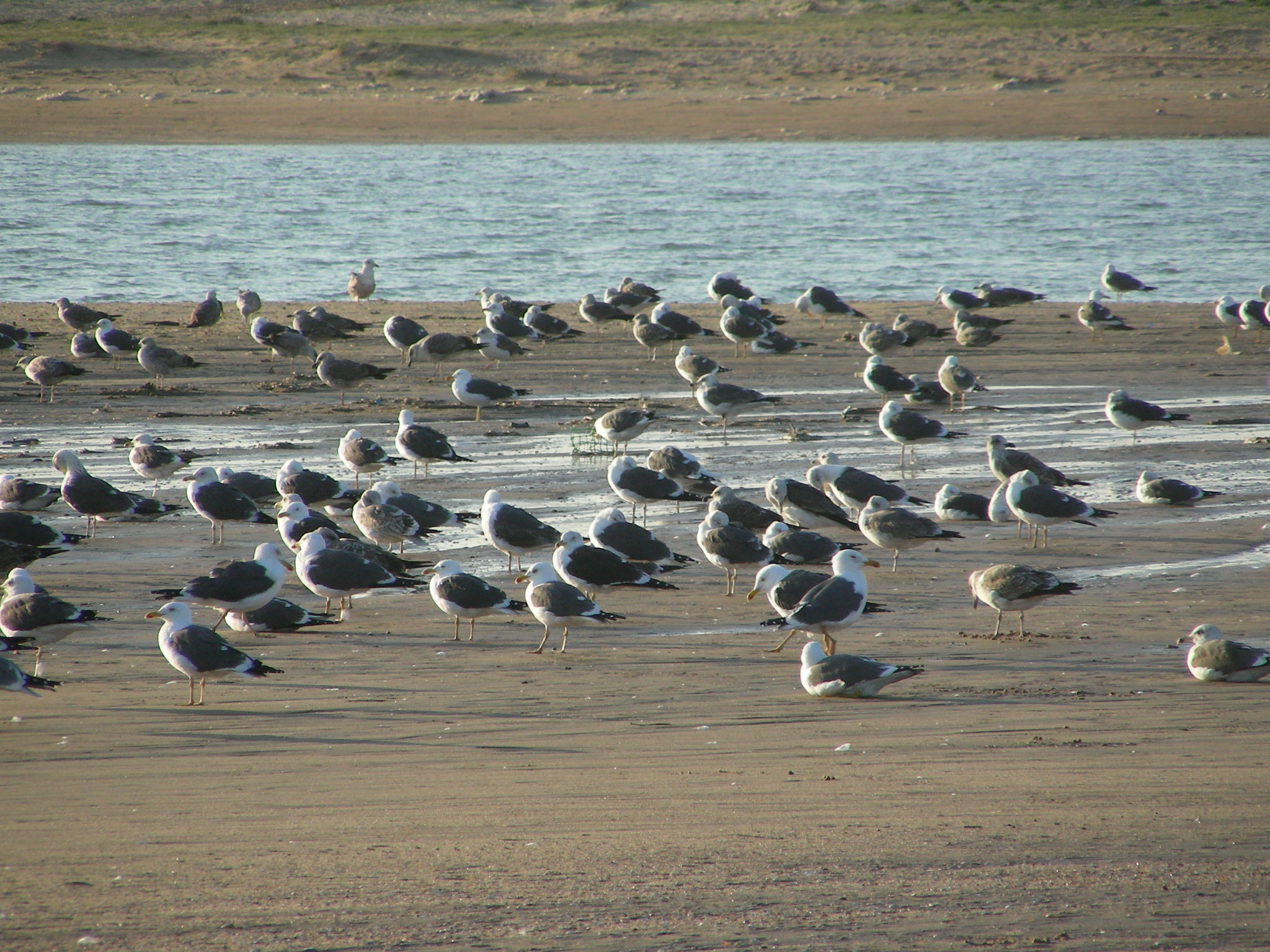
Grupo de gaviotas sombrías en la playa de isla Cristina (Provincia de Huelva, España)

Es una especie de gaviota muy común en toda Europa, desde los países nórdicos hasta el mar Mediterráneo y llegando hasta el norte de África en invierno. Algunas subespecies de la gaviota sombría habitan desde Siberia hasta Asia Central.
Habitan multitud de hábitats tanto naturales como urbanos, pero siempre asociados a los cuerpos de agua, principalmente lagos y mares. Es una especie muy característica de las costas atlánticas y mediterráneas. Suele preferir los ambientes rocosos para hacer su nido mientras que frecuenta los arenales, humedales o marismas para alimentarse.

## Descripción

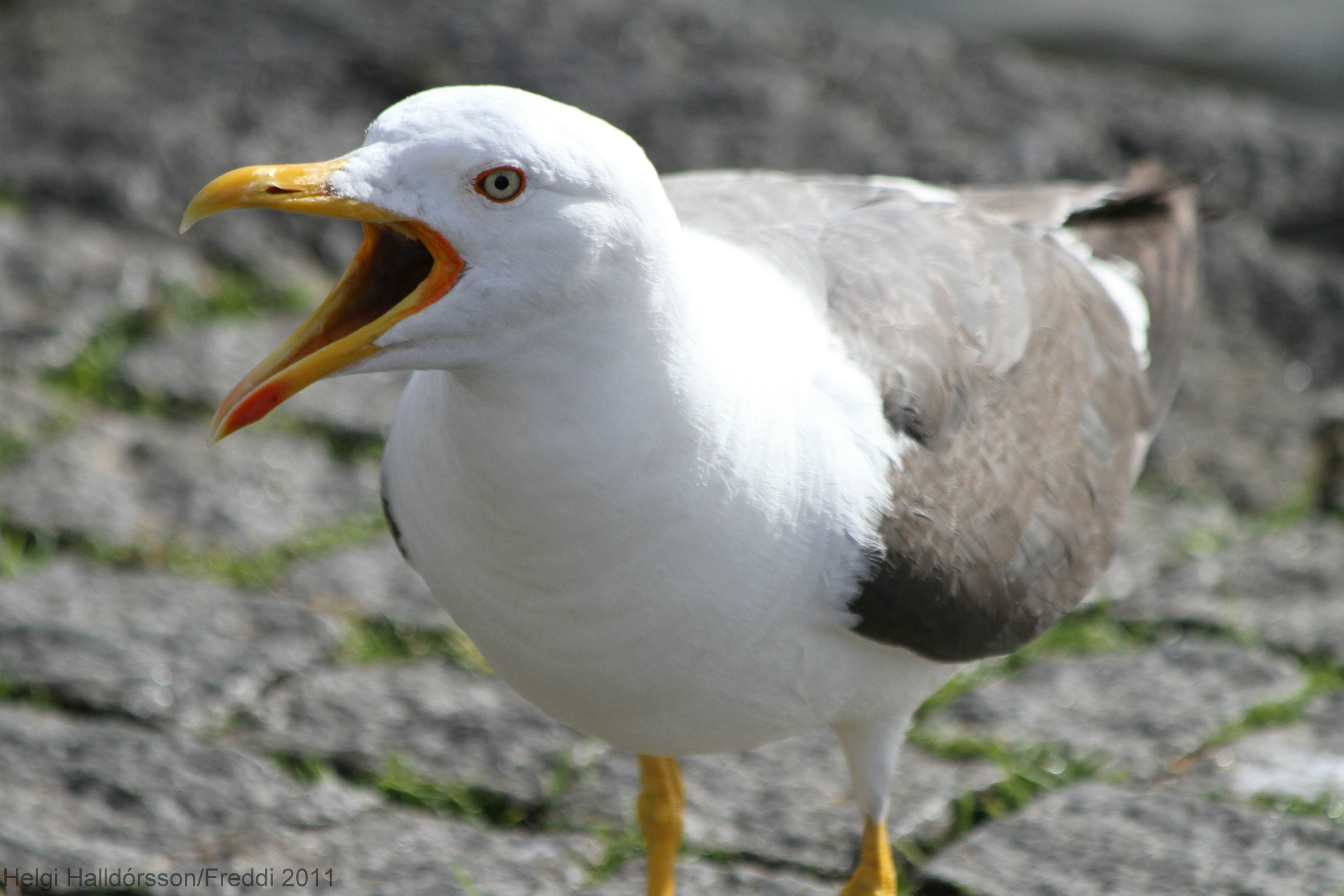
Gaviota emitiendo su característico graznido en señal de advertencia

Son más pequeñas que la gaviota argéntea. Este grupo tiene una distribución en anillo alrededor del hemisferio norte. Las diferencias entre las especies adyacentes en este anillo son bastante pequeñas. Los machos, con un peso promedio de 824 g, son ligeramente más grandes que las hembras, con un promedio de 708 g. Entre las mediciones estándar, la longitud del ala es de 38.3 a 45 cm. Los adultos tienen alas negras o de color gris oscuro y la espalda. El pico es amarillo con una mancha roja que los jóvenes picotean, induciendo la alimentación por regurgitación. La cabeza es más gruesa en invierno. La muda anual para adultos comienza entre mayo y agosto y no se completa en algunas aves hasta noviembre.
Los pájaros jóvenes tienen partes superiores escamosas negro-marrón. Tardan cuatro años en alcanzar la madurez. La identificación de las gaviotas juveniles se hace más fácilmente por las plumas terciarias más oscuras.
Su llamada es un grito de "risa" como el de la gaviota argéntea, con la que esta especie está estrechamente relacionada, pero con un tono marcadamente más profundo.

## Alimentación

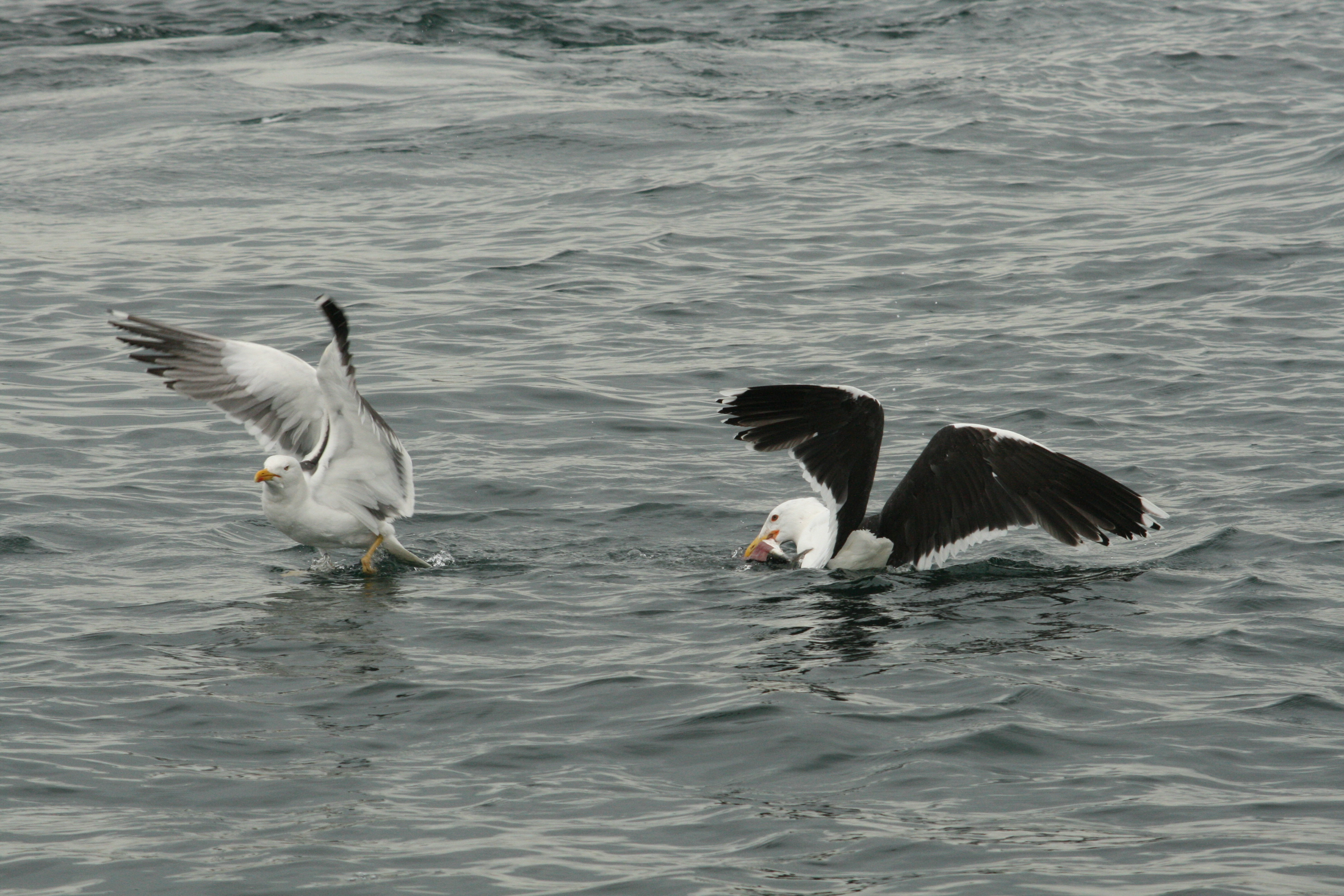
Gaviotas sombrías pescando

Son omnívoras como la mayoría de las gaviotas de la familia Larus y comen peces, insectos, crustáceos, gusanos, estrellas de mar, moluscos, semillas, bayas, pequeños mamíferos, huevos, pequeños pájaros, pollitos, restos, despojos y carroña.

## Reproducción
Esta especie se reproduce en colonias que se asientan en costas y lagos, haciendo un nido en el suelo o un acantilado. Normalmente, ponen tres huevos. En algunas ciudades las especies nidifican en el medio urbano, a menudo en competición con las gaviotas argénteas.

## Subespecies
Existen cinco subespecies de gaviota sombría:
- Larus fuscus fuscus: Norte de Escandinavia hasta el mar Blanco. Manto negro-grisáceo.
- Larus fuscus intermedius: Países Bajos, Alemania, Dinamarca, suroeste de Suecia y Noruega occidental. Manto negro oscuro.
- Larus fuscus graellsii: De Groenlandia a las islas británicas y toda Europa occidental. Manto gris oscuro.
- Larus fuscus heuglini: Norte de Rusia y centro-norte de Siberia.
- Larus fuscus barabensis: Asia Central.

## Galería

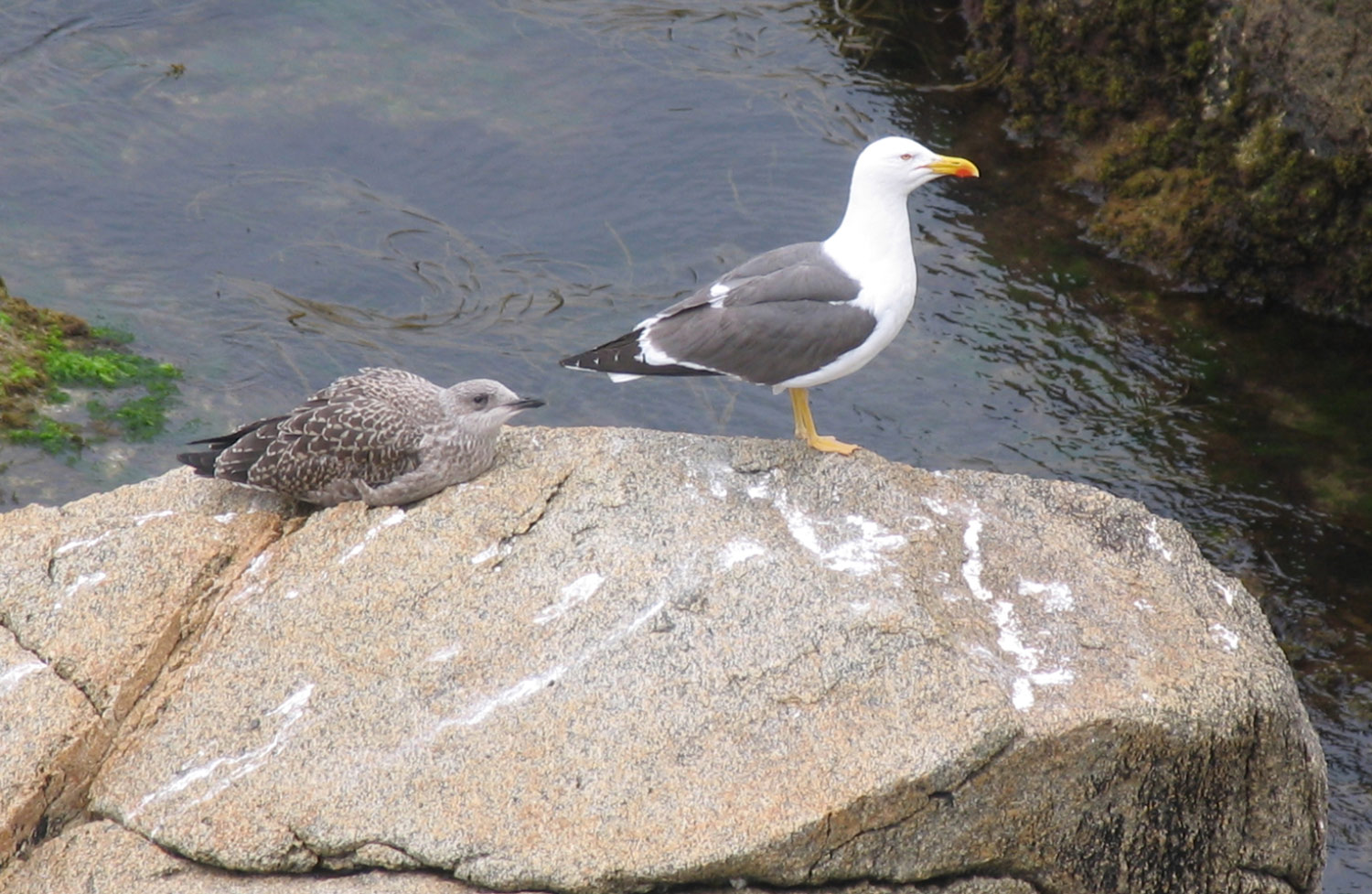
Madre y cría
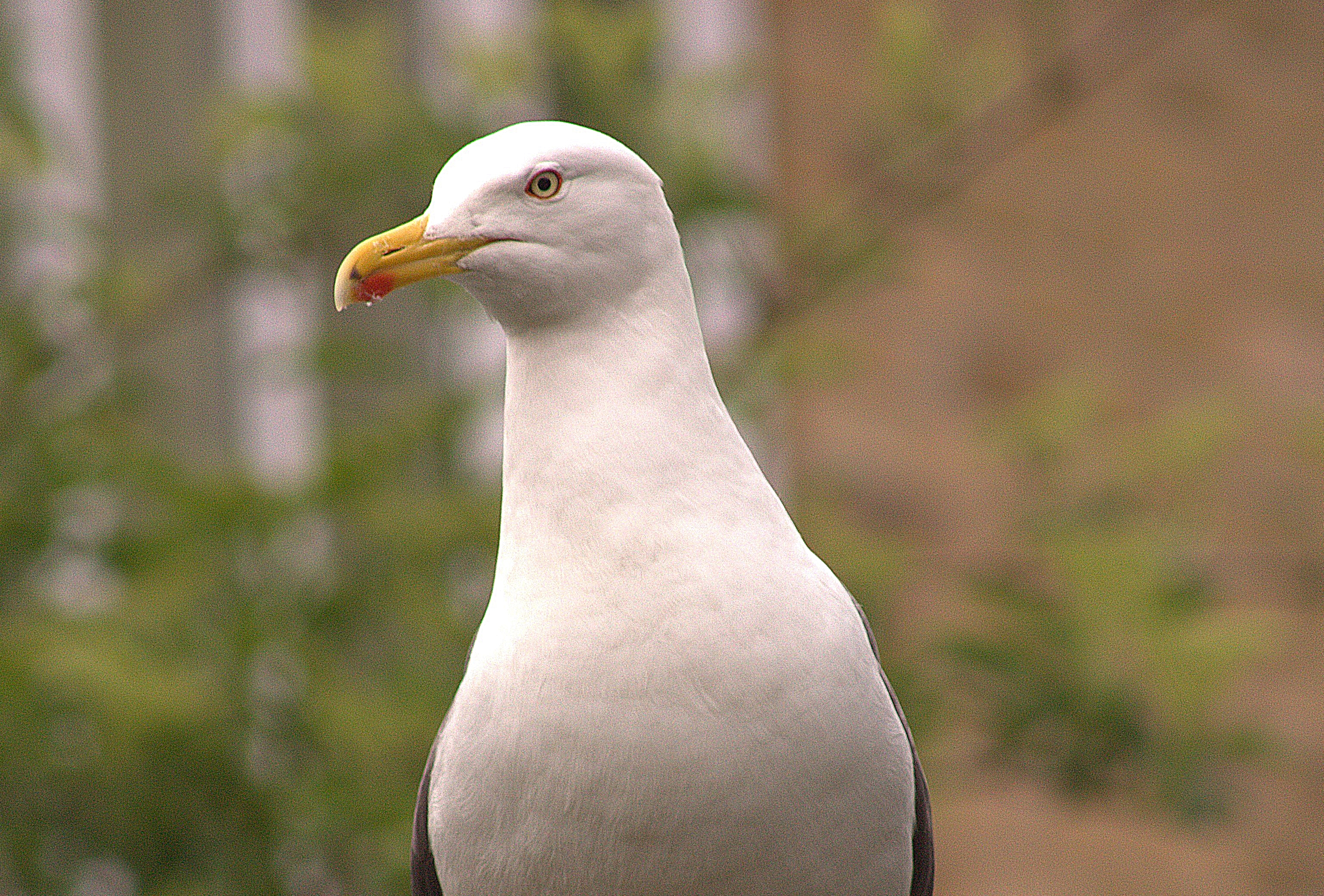
De cerca
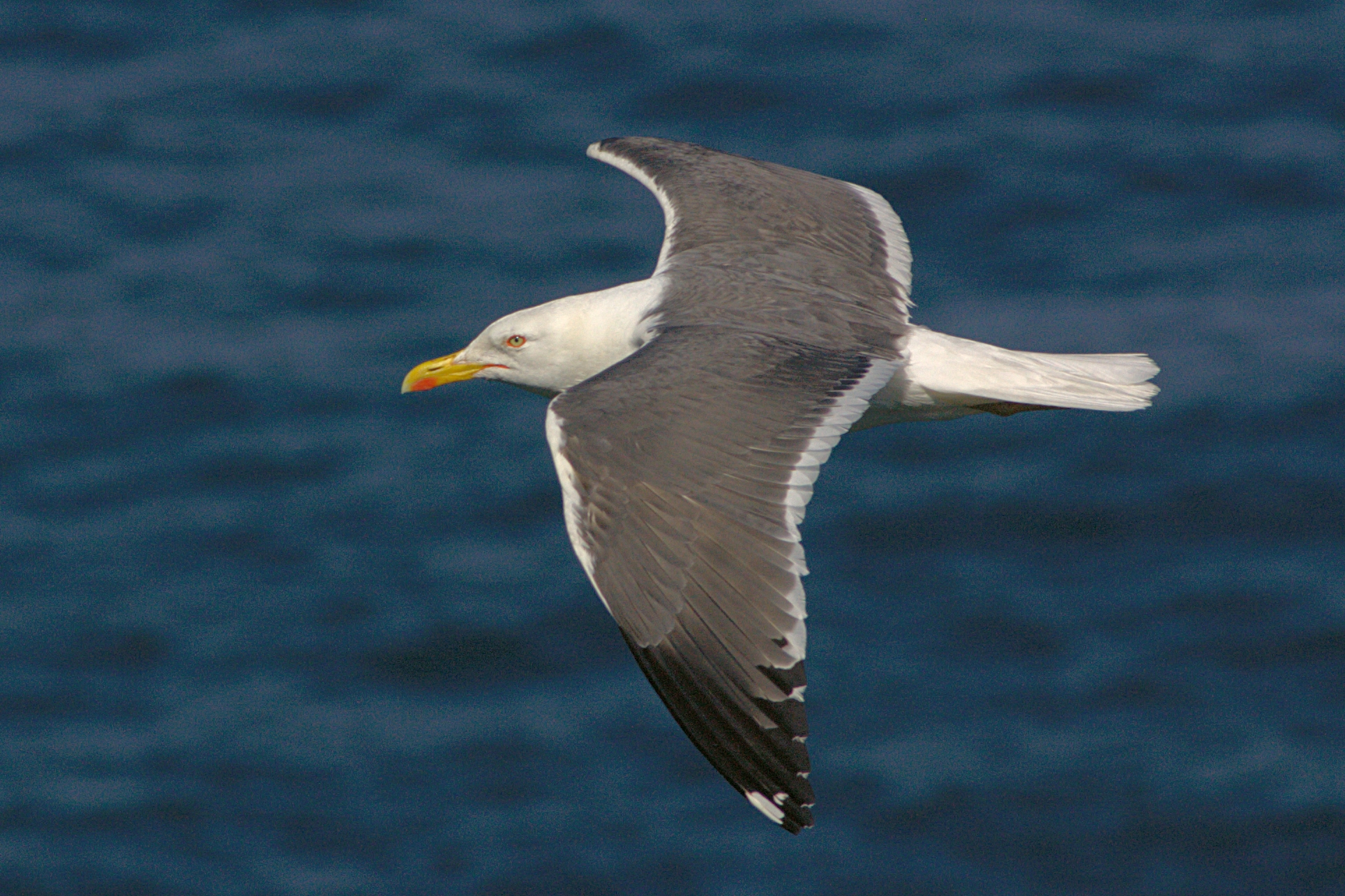
L. f. graellsii en vuelo cerca de Skomer, Gales
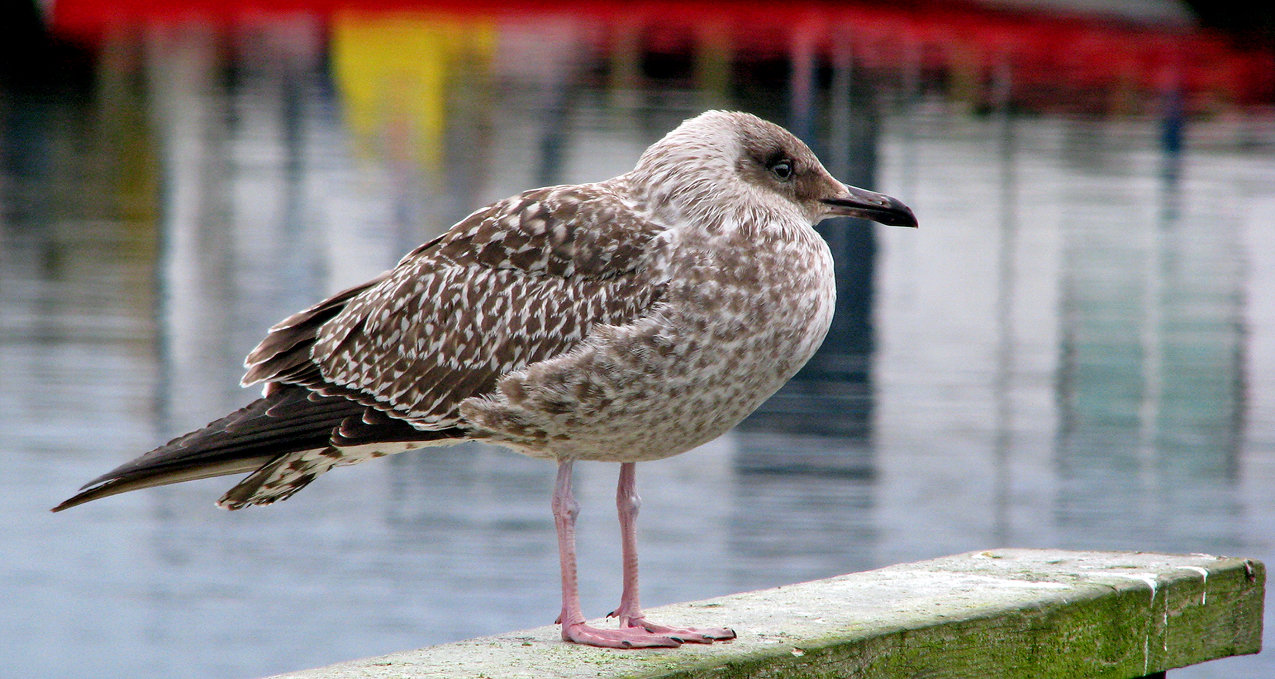
Primer ciclo del plumaje
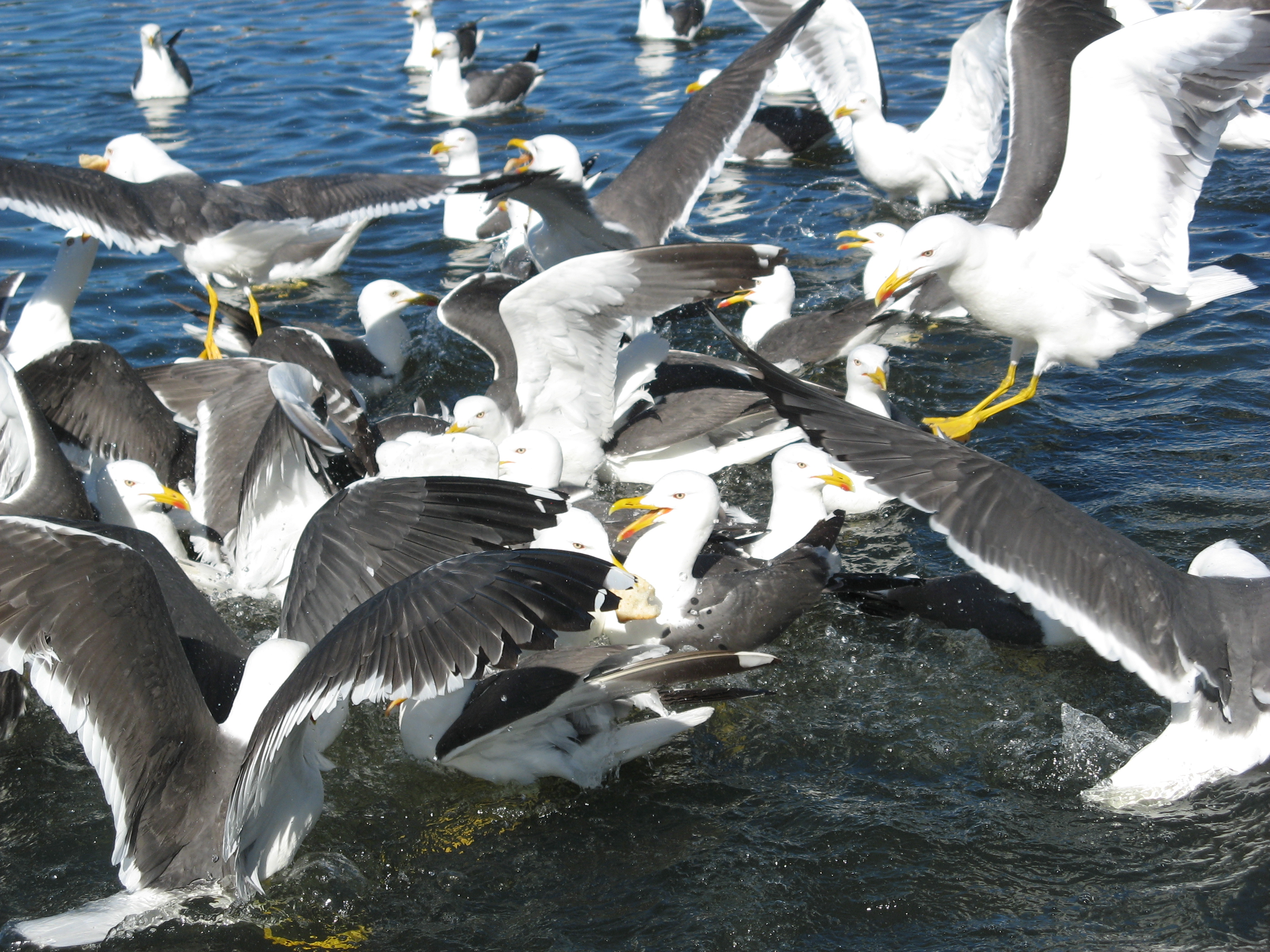
Volando en un lago cerca de Reykjavik
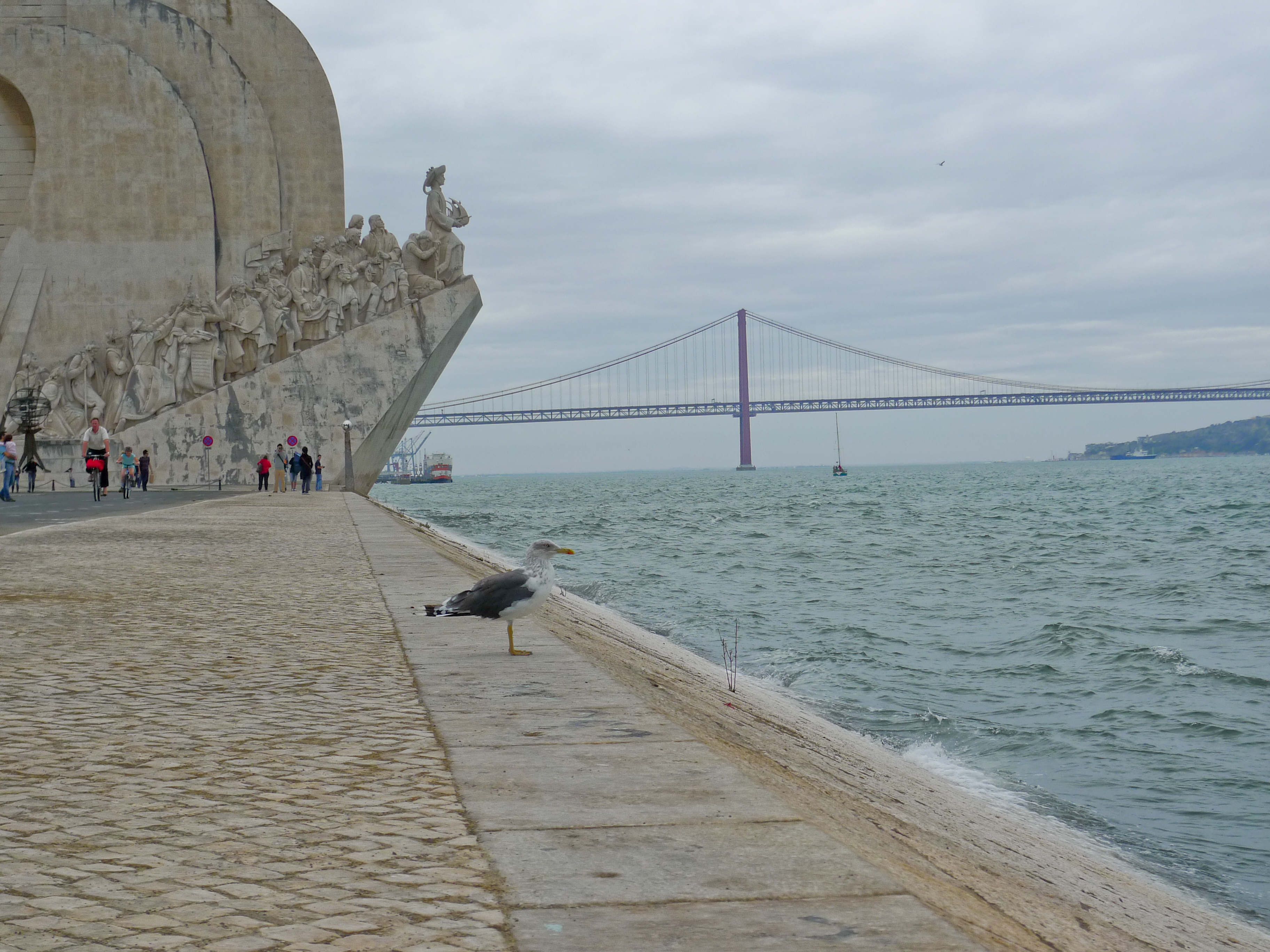
Gaviota sombría junto al Monumento a los Descubrimientos (Lisboa)
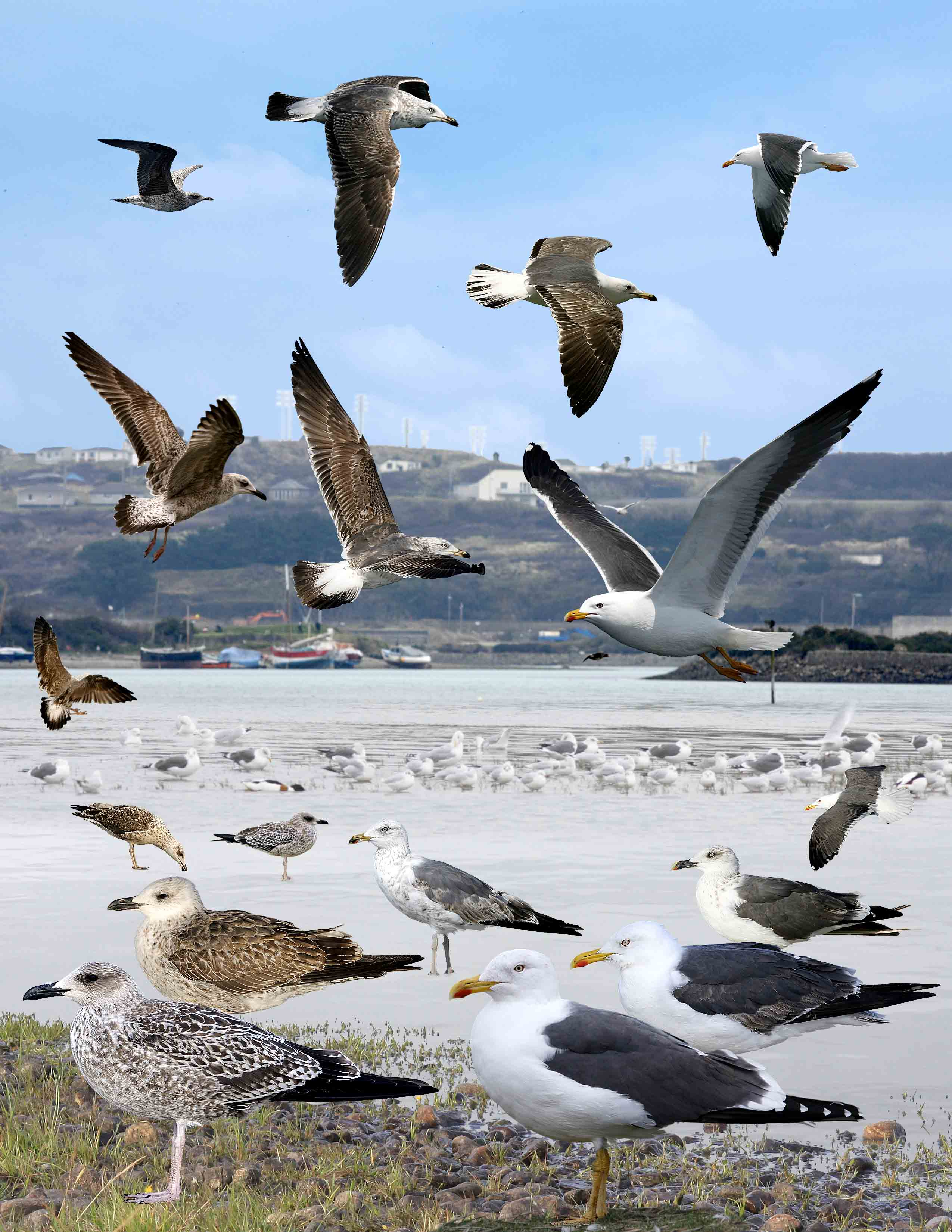
Volando en una playa
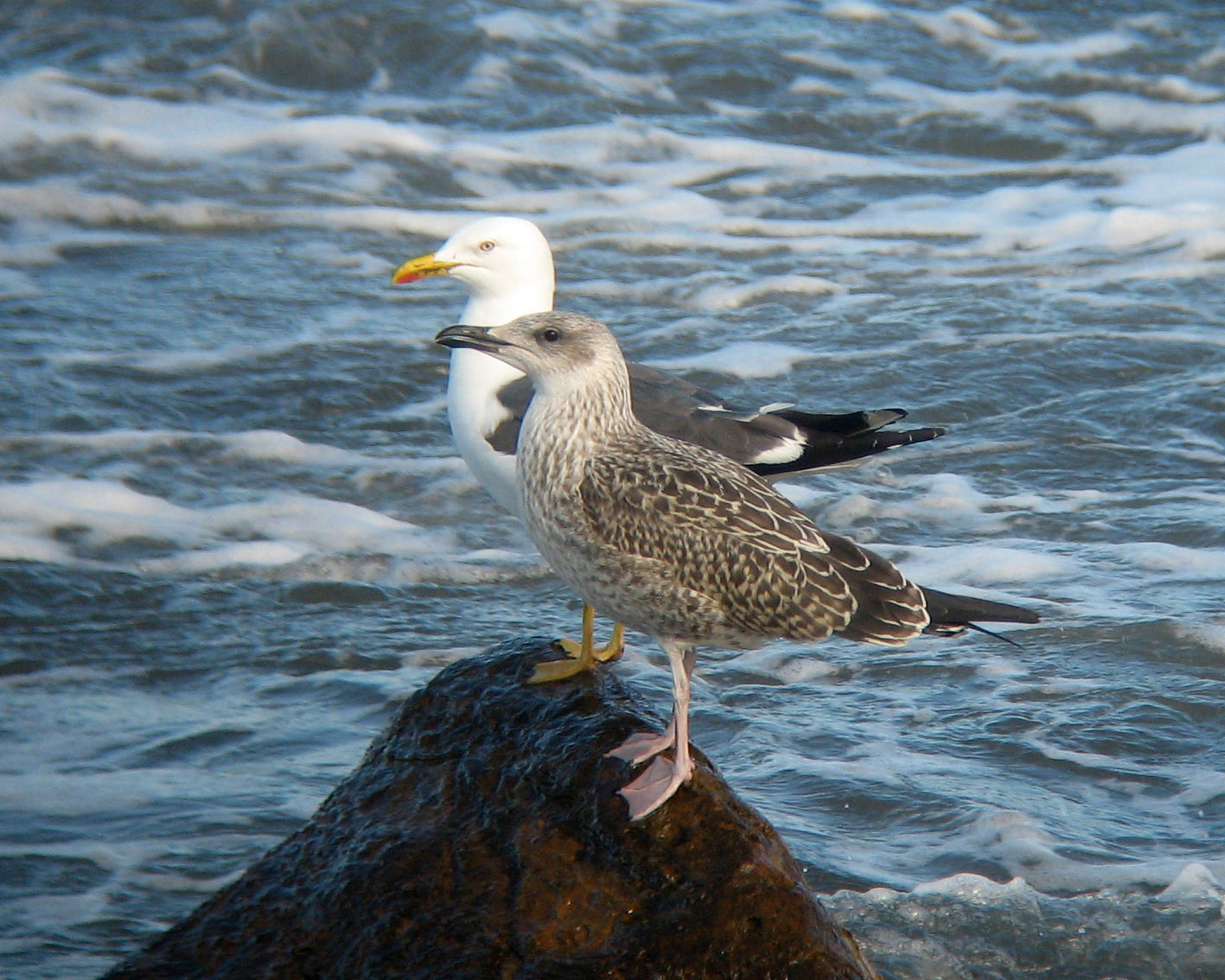
Ejemplar juvenil y adulto
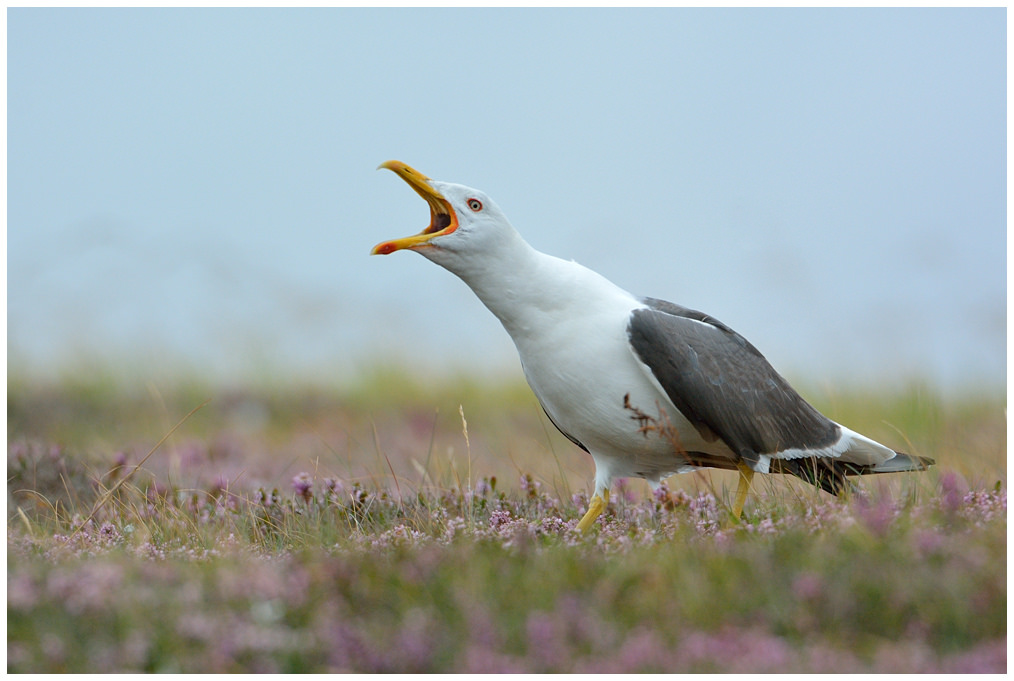
Graznando
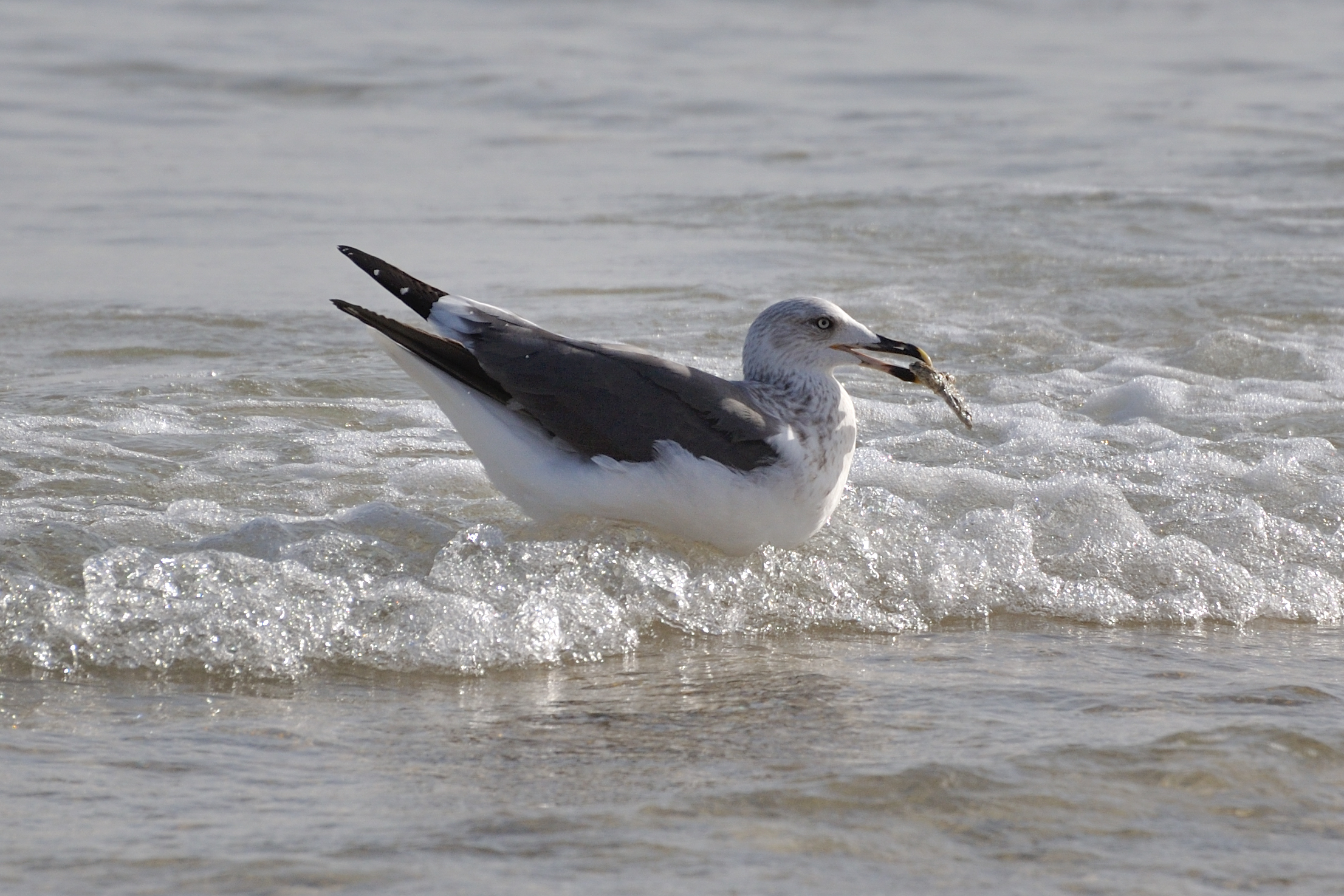
Alimentándose en una playa de Fuerteventura (islas Canarias)
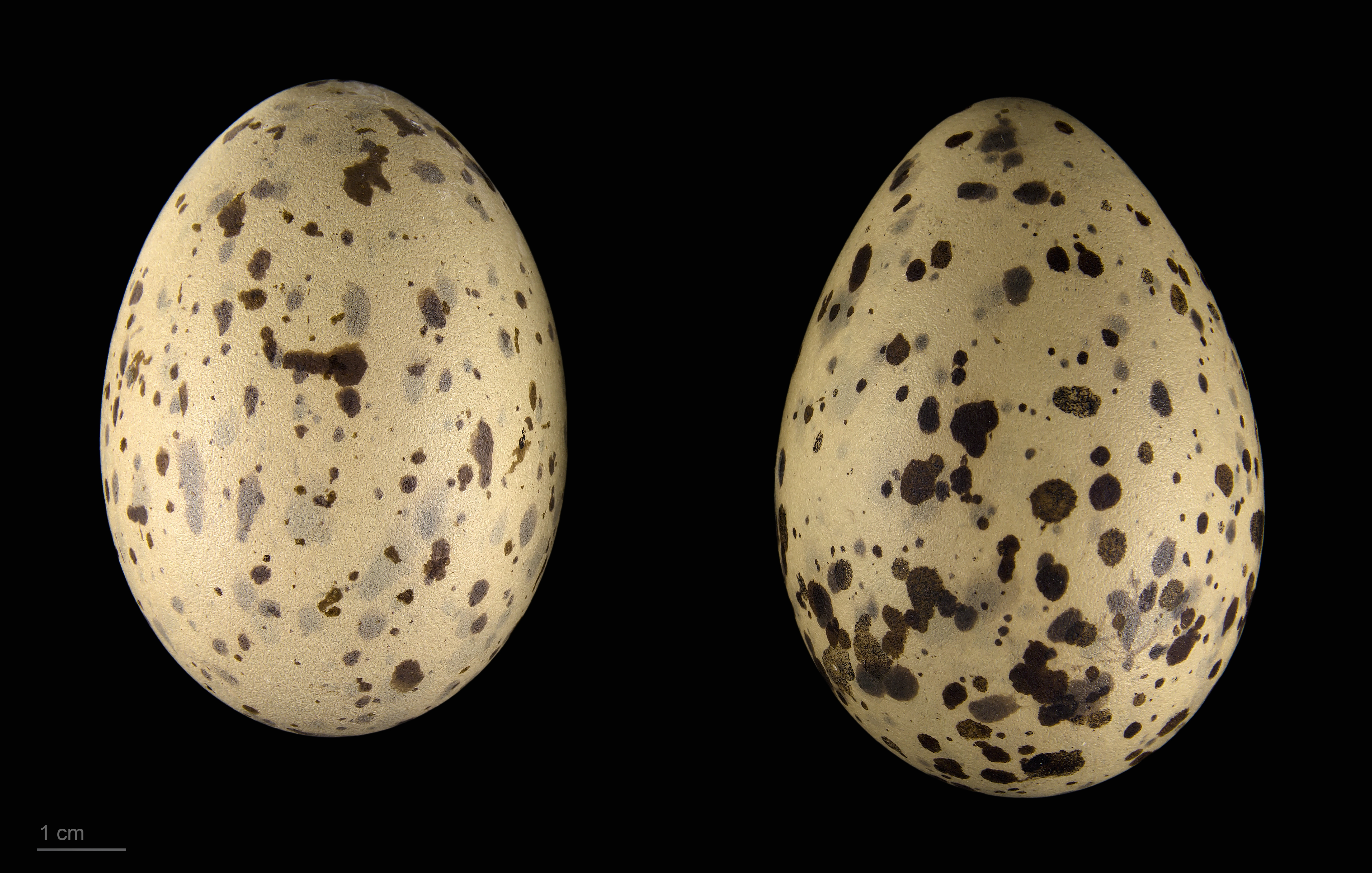
Museum specimen